# Bonaparte Park
Bonaparte Park är en park i Kanada.   Den ligger i provinsen British Columbia, i den södra delen av landet, 3 300 km väster om huvudstaden Ottawa. Bonaparte Park ligger 1 616 meter över havet.
Terrängen runt Bonaparte Park är platt västerut, men österut är den kuperad. Bonaparte Park ligger uppe på en höjd. Trakten runt Bonaparte Park är nära nog obefolkad, med mindre än två invånare per kvadratkilometer.. Det finns inga samhällen i närheten. 
I omgivningarna runt Bonaparte Park växer i huvudsak barrskog.